# Brink! Sfida su rotelle
Brink! Sfida su rotelle (Brink!) è un film per la televisione del 1998.

## Trama
Brink è capo di una squadra di pattinaggio: i "Soul-Skaters". I ragazzi di questa squadra pattinano per il divertimento del pattinaggio e non per i soldi. Quando Brink scopre che la sua famiglia è in difficoltà finanziaria, decide di far parte della squadra avversaria di pattinaggio "X-Bladz". Dopo essersi reso conto è una decisione sbagliata, abbandona la nuova squadra, cerca di riappacificarsi con i suoi amici per tornare a far parte di quella vecchia e con un'anticipazione del suo stipendio di un lavoro trovato dal padre in un negozio di animali, decide di sponsorizzare i suoi "veri" amici. La nuova squadra dei "Soul-Skaters" vince una competizione locale di pattinaggio contro altre squadre di skaters, fra le tante anche la squadra "X-Bladz".

## Cast
- Erik von Detten - Andy "Brink" Brinker
- Sam Horrigan - Val
- Christina Vidal - Gabriella
- David Graf - Ralph Brinker
- Robin Riker - Maddie Brinker
- Patrick Levis - Peter Calhoun
- Asher Gold - Jordon
- Walter Emanuel Jones - Boomer
- Brian Temple - Uncle Greg
- Geoffrey Blake - Jimmy
- Joey Simmrin - Arne "Worm"
- Jake Elliott - B.J.
- Katie Volding - Kate Brinker
- Kimball Whiting - Studente
- John Winkenwerder - Jake Ozland
- Fabiola da Silva - Stuntwoman di Gabriella

## Canzoni
Nel film Brink! Sfida su rotelle sono presenti diverse canzoni, tra cui:
- "Apology" - Clarissa
- "Sooner or Later" - Fastball
- "Give" - The Suicide Machines
- "Help Me, I Can't Find My Daughter" - The Stop Sign Kidz
- "The Brunk Stomp!" - Brunky Brunk and The Brunky Bunch